# Serraniculus pumilio
Serraniculus pumilio, thường được gọi là Pygmy sea bass trong tiếng Anh, là loài cá biển duy nhất thuộc chi Serraniculus trong họ Cá mú. Loài này được mô tả lần đầu tiên vào năm 1952.

## Phân bố và môi trường sống
S. pumilio có phạm vi phân bố tương đối rộng rãi ở vùng biển Tây Đại Tây Dương. Loài này được tìm thấy từ bang Bắc Carolina, dọc theo bờ biển Hoa Kỳ và Bahamas đến biên giới bang Texas và Mexico, và dọc theo bờ biển Mexico từ Veracruz đến Campeche. Ở biển Caribe, từ Puerto Rico và quần đảo Virgin, dọc theo Trung và phía bắc Nam Mỹ, từ Belize đến Suriname. S. pumilio chủ yếu sống trong các thảm cỏ biển ở vùng đáy cát, không thường thấy ở các rạn san hô; độ sâu được ghi nhận là khoảng 20 – 80 m, nhưng cũng có thể được tìm thấy ở độ sâu đến 165 m.

## Mô tả
S. pumilio trưởng thành đạt kích thước khoảng 8 – 9 cm. Thân thon dài. mõm nhọn. Đầu và cơ thể lốm đốm các đốm màu nâu đỏ. Một sọc màu nâu giữa hai mắt và một sọc khác từ mắt đến mõm. Thân có 2 sọc không đều. Bụng trắng. Có một hàng các đốm đen nhỏ dọc theo đường bên. Vây lưng có một đốm đen nhỏ ở gai thứ nhất. Vây bụng và vây hậu môn màu đen. Cuống đuôi trắng; vây đuôi hơi tròn với một vài đốm đen nhỏ dọc theo cạnh trên.
Số gai ở vây lưng: 10 (có màng thụt vào giữa các gai); Số tia vây mềm ở vây lưng: 10 - 11; Số gai ở vây hậu môn: 3; Số tia vây mềm ở vây hậu môn: 6 - 7; Số tia vây mềm ở vây ngực: 17 - 18.
Thức ăn của S. pumilio là những loài động vật giáp xác và động vật thân mềm. Chúng thường bơi thành những nhóm nhỏ. Loài này hiếm khi được đánh bắt.